# Fly, Eagles Fly
"Fly, Eagles Fly" ("Voe Eagles, Voe") é o canto de guerra cantado pela torcida do time de futebol americano Philadelphia Eagles.

## História
O canto foi supostamente uma criação da filha do ex-proprietário do Philadelphia Eagles, Jerry Wolman, que, impressionada com o canto de guerra do rival Washington Redskins, implorou a seu pai para criar um para seu time.
Com a venda da equipe e a mudança para o Veterans Stadium, o grito foi em grande parte esquecido, embora alguns a cantassem em ocasiões especiais. Foi trazido de volta por Jeffrey Lurie, que estabeleceu a prática de tocá-lo nos altos falantes do estádio, além de passar a letra no telão, quando o Philadelphia marcava um touchdown. Atualmente a canção está presente em qualquer lugar onde há torcedores do Eagles. Em algumas rádios, a canção é tocada com uma ligeira mudança, a parte em que diz "and watch our Eagles fly" ("e veja nosso Eagles voar") é alterada para "watch those ... cry" (veja – o nome da equipe adversária – chorar), por exemplo "watch those Cowboys cry!"

## Letra
Fly, Eagles Fly!

On the road to victory! 

Fight, Eagles fight!

Score a touchdown 1, 2, 3! 

Hit 'em low!

Hit 'em high!

And watch our Eagles fly!

Fly, Eagles Fly!

On the road to victory!

E-A-G-L-E-S!

Eagles!!

## Paródias
Existe uma paródia do canto, geralmente entoada pelos rivais chamada "Cry Eagles, Cry" (Chore Eagles, Chore). Outra versão chamada "Die Doggies, Die" (Morram cachorros, morram) foi criada recentemente em alusão à contratação do quarterback Michael Vick, que teve envolvimento com brigas de cachorro.[carece de fontes?]